# Lijst van viceministers-presidenten van Vlaanderen
Dit is een lijst van alle viceministers-presidenten van Vlaanderen. Sinds de eedaflegging van de eerste Vlaamse regering, Geens I, bestaat de functie van viceminister-president, toen nog vicevoorzitter van de Vlaamse Executieve. 
Aanvankelijk werd dit ambt bekleed door één iemand, een Vlaams minister van de op een na grootste partij in de regering. Pas in de regering-Leterme was er meer dan één viceminister-president. In de huidige Vlaamse regering, de regering-Diependaele, zetelen drie viceministers-presidenten.
| PVV/ VLD/ Open Vld | PVV/ VLD/ Open Vld | PVV/ VLD/ Open Vld   | PVV/ VLD/ Open Vld | PVV/ VLD/ Open Vld | PVV/ VLD/ Open Vld | PVV/ VLD/ Open Vld | PVV/ VLD/ Open Vld                       |
| Nr.                | Minister           | Minister             | Partij             | Partij             | Begin              | Einde              | Regering(en)                             |
| ------------------ | ------------------ | -------------------- | ------------------ | ------------------ | ------------------ | ------------------ | ---------------------------------------- |
| 1                  |                    | Karel Poma           |                    | PVV                | 22 december 1981   | 10 december 1985   | Geens I                                  |
| 2                  |                    | Louis Waltniel       |                    | PVV                | 10 december 1985   | 18 oktober 1988    | Geens II en Geens III                    |
|                    |                    |                      |                    |                    |                    |                    |                                          |
| 3                  |                    | Fientje Moerman      |                    | VLD                | 20 juli 2004       | 9 oktober 2007     | Leterme en Peeters I                     |
| 4                  |                    | Dirk Van Mechelen    |                    | Open VLD           | 10 oktober 2007    | 13 juli 2009       | Peeters I                                |
|                    |                    |                      |                    |                    |                    |                    |                                          |
| 5                  |                    | Annemie Turtelboom   |                    | Open VLD           | 25 juli 2014       | 29 april 2016      | Bourgeois                                |
| 6                  |                    | Bart Tommelein       |                    | Open VLD           | 4 mei 2016         | 31 december 2018   | Bourgeois                                |
| 7                  |                    | Sven Gatz            |                    | Open VLD           | 31 december 2018   | 18 juli 2019       | Bourgeois en Homans                      |
| 8                  |                    | Lydia Peeters        |                    | Open VLD           | 18 juli 2019       | 2 oktober 2019     | Homans                                   |
| 9                  |                    | Bart Somers          |                    | Open VLD           | 2 oktober 2019     | 8 november 2023    | Jambon                                   |
| 10                 |                    | Gwendolyn Rutten     |                    | Open Vld           | 8 november 2023    | 2 augustus 2024    | Jambon                                   |
| (8)                |                    | Lydia Peeters        |                    | Open Vld           | 2 augustus 2024    | 30 september 2024  | Jambon                                   |
| SP/ sp.a / Vooruit |                    |                      |                    |                    |                    |                    |                                          |
| Nr.                | Minister           | Minister             | Partij             | Partij             | Begin              | Einde              | Regering(en)                             |
| 1                  |                    | Norbert De Batselier |                    | SP                 | 18 oktober 1988    | 20 juni 1995       | Geens IV, Van den Brande I, II en III    |
| 2                  |                    | Luc Van den Bossche  |                    | SP                 | 20 juni 1995       | 28 september 1998  | Van den Brande IV                        |
| 3                  |                    | Steve Stevaert       |                    | SP/ sp.a           | 28 september 1998  | 19 maart 2003      | Van den Brande IV en Dewael              |
| 4                  |                    | Renaat Landuyt       |                    | sp.a               | 19 maart 2003      | 20 juli 2004       | Dewael en Somers                         |
| 5                  |                    | Frank Vandenbroucke  |                    | sp.a               | 20 juli 2004       | 13 juli 2009       | Leterme en Peeters I                     |
| 6                  |                    | Ingrid Lieten        |                    | sp.a               | 13 juli 2009       | 25 juli 2014       | Peeters II                               |
|                    |                    |                      |                    |                    |                    |                    |                                          |
| 7                  |                    | Melissa Depraetere   |                    | Vooruit            | 30 september 2024  | heden              | Diependaele                              |
| N-VA               |                    |                      |                    |                    |                    |                    |                                          |
| Nr.                | Minister           | Minister             | Partij             | Partij             | Begin              | Einde              | Regering(en)                             |
| 1                  |                    | Geert Bourgeois      |                    | N-VA               | 13 juli 2009       | 25 juli 2014       | Peeters II                               |
| 2                  |                    | Liesbeth Homans      |                    | N-VA               | 25 juli 2014       | 2 juli 2019        | Bourgeois                                |
| 3                  |                    | Ben Weyts            |                    | N-VA               | 2 juli 2019        | heden              | Homans, Jambon en Diependaele            |
| CD&V               |                    |                      |                    |                    |                    |                    |                                          |
| Nr.                | Minister           | Minister             | Partij             | Partij             | Begin              | Einde              | Regering(en)                             |
| 1                  |                    | Hilde Crevits        |                    | CD&V               | 25 juli 2014       | heden              | Bourgeois, Homans, Jambon en Diependaele |

Minister-president · Viceminister-president · Begroting · Bestuurszaken · Binnenlandse Aangelegenheden · Brusselse Aangelegenheden · Buitenlands Beleid · Buitenlandse Handel · Cultuur · Economie · Energie · Financiën · Gezin · Huisvesting · Jeugd · Justitie · Landbouw · Leefmilieu · Media · Mobiliteit · Onderwijs · Openbare Werken · Ruimtelijke Ordening · Sport · Toerisme · Verkeer · Vlaamse Rand · Volksgezondheid · Vorming · Welzijn · Werkgelegenheid